# Lento (Bridge)
Lento (In Memoriam C.H.H.P.) is een compositie van Frank Bridge. Het is een compositie geschreven voor orgel solo ter nagedachtenis aan Charles Hubert Parry, die op 7 oktober 1918 overleed. Slechts enkele dagen had Bridge de tijd, want op 16 oktober 1918 werd Parry begraven. Het werd later in 1924 uitgegeven in als nummer 7 in A little organ book, waarin meerdere werken werden opgenomen, die andere componisten hadden geschreven:
- Charles Hubert Parry: titelloos werk 'For the little organ book' (dit werkje gaf de titel aan de bundel)
- Charles Villiers Stanford : Chorale prelude 'Why does azure deck the sky?
- A. Herbert Brewer: Carillon
- Alan Gray: titelloos werk
- Charles Macpherson: titelloos werk
- Ivor Atkins: Chorale prelude “Worchester”
- Frank Bridge : titelloos werk (later dus Lento)
- Harold E.Darke: titelloos werk
- Charles Wood: titelloos werk
- Walter Galpin Alcock: titelloos werk
- George Thalben Ball: Elegy
- Henry G Ley: Improvisation
- Walford Davies: Jesu Dulcis Memoria

## Discografie
- Uitgave Priory: Christopher Nickol orgel